# Кошевая, Инна Георгиевна
Инна Георгиевна Кошевая (19 декабря 1931, Днепропетровск — 17 октября 2018, Москва) — доктор филологических наук, профессор: специалист в сферах теории языка и типологии. Автор более 200 научных работ (монографии, учебные пособия, статьи на русском, английском, чешском языках).

## Биография
Родилась в семье инженеров-химиков.
1953 год — окончила Днепропетровский государственный педагогический институт иностранных языков; защитила кандидатскую диссертацию по истории английского языка.
1964 год — представила в Институт языкознания АН СССР и защитила докторскую диссертацию в сфере сравнительной типологии; тема диссертации затрагивала вопросы отражения пространства и времени в языках германской, славянской, тюркской группы и ряде языков народов Кавказа.
1993 год — назначена председателем учёного совета по защите профильных диссертаций.
2006 год — статья о И. Г. Кошевой включена в Романо-германскую энциклопедию, изданную Институтом языкознания АН РФ.
2007 год — почётный профессиональный работник высшего образования Российской Федерации.
Подготовила свыше ста аспирантов и соискателей в области разрабатываемой проблематики (Д. В. Драгайцев, Д. А. Шигонов, А. И. Герасименко, А. Г. Сиукаева, А. В. Халаимова, А. С. Шелепова и др.) и создана научная школа в лингвистике по изучению наиболее сложных проблем языкознания.
Увлеклась живописью и поэзией (автор нескольких поэтических сборников).

## Научная деятельность
Разработала формулу именной и глагольной лимитации как универсального языкового средства количественного нарастания или убывания качества в границах семантического поля, условно равного единице. Автор теории взаимоперехода двух общеязыковых моделей вида, в основе которых лежит принцип неоднозначного представления времени. Определила исходную — структурно оформленную единицу смысла — семантико-фонетический комплекс (СФК), который, составляя основу всех языковых трансформаций, является нерасторжимым симбиозом согласных и закреплён в неизменном процессе языковых эволюций. Предложила концепцию рассмотрения текста по глубинной линии его кодирования авторским ракурсом до поверхностной линии его декодирования сюжетной перспективой в сфере единой для них функциональной смысловой зависимости. Рассматривала язык как микрокосмос сознания, описав в многочисленных исследованиях внутреннюю и внешнюю системы его построения.

### I. Труды
[источник информации: РНБ, генеральный алфавитный каталог книг на русском языке (1725—1998)]
1. Типология структуры языка. Сферы видо-врем. значений / — Киев, Изд-во Киевского ун-та, 1972. — 234 с. — 1800 экз.[3]
2. Уровни языкового абстрагирования / — Киев, Изд-во Киевского ун-та, 1973. — 210 с. — 1023 экз.[4]
3. К проблеме языка и значения в языке: Учебное пособие / — М.: МГПИ, 1976. — 143 с. — 1500 экз.[5]
4. Принципы формирования грамматического значения в английском языке (к типологии видо-врем. связей): Учеб. пособие / — М.: МГПИ, 1976. — 133 с. — 1000 экз.[6]
5. Проблемы языкознания и теории английского языка: Учебное пособие / — М.: МГПИ, 1976. — 149 с. — 1000 экз.[7]
6. Грамматический строй современного английского языка: Метод. пособие / — М.: [Б. и.], 1978. — (Ч. 1 и 2.: 175 с.) — 500 экз.[8]

### II. Труды
(источник информации — электронный каталог РНБ)
1. Сравнительная типология английского и русского языков: [Учеб. пособие для ин-тов и фак. иностр. яз.]. — Минск : Вышэйшая школа, 1980. — 270 с. — 5000 экз.
2. Реализация грамматических категорий в тексте: Межвуз. сб. науч. тр. / Моск. гос. пед. ин-т им. В. И. Ленина; [Редкол.: И. Г. Кошевая (отв. ред.) и др.]. — М. : МГПИ, 1982. — 164 с. — 1000 экз.
3. Теоретическая грамматика английского языка: [Учеб. пособие для пед. ин-тов по спец. № 2103 «Иностр. яз.»]. — М.: Просвещение, 1982. — 336 с. — 24000 экз.
4. Теоретическая грамматика английского языка: Теорет. курс авториз. излож. / Моск. экстер. гуманит. ун-т; [Кошевая И. Г.]. — М. : Акад. изд-во МЭГУ, 1994. — 182 с. — (Книга авторизованного изложения). — 1000 экз.
5. Стилистика современного английского языка = Stylistics of modern English : Теорет. курс : Кн. акад. авториз. изложения / [Кошевая И. Г., д.филол.н., проф.] ; Моск. экстер. гуманит. ун-т. — М. : МЭГУ, 1999. — 146 с. — 300 экз.
6. Фонетика английского языка = English phonetics: Практ. курс : Кн. акад. авториз. излож. / [Кошевая Инна Георгиевна — д.филол.н., проф., Миронова Ольга Георгиевна] ; Моск. экстер. гуманит. ун-т. — М. : МЭГУ, 2000. — 158 с. — 300 экз.
7. Типология английского и русского языков = A typology of English and Russian: Теорет. курс : Кн. акад. авториз. излож. / [Кошевая Инна Георгиевна — д.филос.н., проф.] ; Моск. экстер. гуманит. ун-т. — М. : МЭГУ, 2000. — 150 с. : — 300 экз.
8. Курс сравнительной типологии английского и русского языков: учебное пособие для студентов высших учебных заведений, обучающихся по направлению 031000 и специальности 031001 — «Филология» / И. Г. Кошевая. — Москва : Высшая школа, 2008. — 323 с. — 1500 экз. — ISBN 978-5-06-005449-5.
9. Стилистика современного английского языка: учебное пособие для студентов учреждений высшего профессионального образования / И. Г. Кошевая. — Москва : Академия, 2011. — 349 с. — (Высшее профессиональное образование. Педагогическое образование) (Учебное пособие) (Бакалавриат). — 1000 экз. — ISBN 978-5-7695-6807-7.

### Публикации в научных журналах
1. Кошевая И. Г. О количественной и качественной сущности прилагательного. «Мовознавство», 1970, 4, с. 11-15
2. Кошевая И. Г., Лукашенко И. Г. Категория числа. Ceskoslovenska rusistika, I972, 2, c.49-53
3. Кошевая И. Г. Пунктуация в тексте: (на материале английского языка). Иностранные языки в школе,1984, № 1, с.15-19
4. Кошевая И. Г. Типологическая фонетика как аспект общечеловеческих культур. РАН, И-т Языкознания, Сб. Человек в зеркале языка., 2005, с. 49-53

### Поэзия
1. «Скифия — Русь моя — Россия» / Инна Кошевая. — 2-е изд., доп. — М. : Нар. учитель, 2000. — 262 с. — 1000 экз.
2. «Скифия — Русь моя — Россия»: [Поэма] / Инна Кошевая. — 6-е изд., доп. — М. : Изд-во МГОУ, 2002. — 274 с. — 1000 экз.
3. «Мысли и чувства»: [Авторский сборник] / Инна Кошевая. — М. : Верстак-Мастак, 2013. — 460 с. — 150 экз — ISBN 978-5-9904734-1-6.
4. «Пережитое и осознанное»: [Авторский сборник] / Инна Кошевая. — М. : ООО «САМ полиграфист», 2016. — 204 с., илл. — 100 экз — ISBN 978-5-00077-431-1.
5. «Жизненный марш»: [Авторский сборник] / Инна Кошевая. — М. : ООО «САМ полиграфист», 2018. — 496 с. — 66 экз — ISBN 978-5-00077-781-7[9].